# Roquetas de Mar
Roquetas de Mar er en by og kommune i det sydøstlige Spanien i provinsen Almería. Den har et indbyggertal på 109.204 (2024) indbyggere.